# Дёмин, Сергей Сергеевич
Серге́й Серге́евич Дёмин (18 декабря 1943, Орехово-Зуево, Московская область — 30 мая 2022) — советский легкоатлет, специалист по прыжкам с шестом. Выступал за сборную СССР по лёгкой атлетике в 1960-х годах, призёр первенств республиканского и всесоюзного значения, участник летних Олимпийских игр в Токио. Представлял Москву и спортивное общество «Динамо».

## Биография
Сергей Дёмин родился 18 декабря 1943 года в городе Тушино Московской области.
Занимался лёгкой атлетикой в Москве, состоял в спортивном обществе «Динамо».
Впервые заявил о себе на всесоюзном уровне в сезоне 1964 года, когда в прыжках с шестом выиграл бронзовую медаль на чемпионате СССР в Москве (4,40).
В 1964 году с личным рекордом 4,75 стал серебряным призёром на чемпионате СССР в Киеве, уступив только харьковчанину Геннадию Близнецову, установившему здесь рекорд Советского Союза. Благодаря этому успешному выступлению удостоился права защищать честь страны на летних Олимпийских играх в Токио — с результатом 4,60 благополучно преодолел предварительный квалификационный этап, тогда как в финале показал результат 4,40 метра и расположился в итоговом протоколе соревнований на 15-й строке.